# Terrängbil 11/13
Terrängbil 11 (Tgb 11, Volvo C303) och Terrängbil 13 (Tgb 13, Volvo C304), är två vanliga terrängbilsversioner inom Försvarsmakten. Vanligtvis kallas de bara 11-bil eller 13-bil.

## Bakgrund
Terrängbil 11 och dess övriga versioner är en vidareutveckling av Volvos tidigare Pltgb 903 (personlastterrängbil 903) som populärt kallades "Valpen". Tillverkad av Volvo för Svenska försvaret. I den svenska terrängen är det fördelaktigare med relativt smala fordon än bredare fordon som till exempel HMMWV som skulle ha stora svårigheter att kunna komma fram längs de smala skogsstigarna.
Tgb 11 har två axlar, medan Tgb 13 och 20 har tre. Fordonen driver normalt sett bara på bakhjulen, men framhjulen kan kopplas in för att få drivning på alla hjulen. Vakuumstyrda differentialspärrar finns även på alla modellerna.
För att få så hög markfrigång som möjligt används portalaxlar. Nackdelen med dessa är att fordonet får en högre tyngdpunkt.

## Historia
Försvaret började under 1960-talet att diskutera om en ersättare till Pltgb 903. Det svenska, mycket varierande landskapet ställer höga krav på terrängframkomlighet. 1967 påbörjades arbetet kallat "Projekt 4140". Den nya terrängbilsgenerationen omfattade ett flertal varianter både två, tre och fyraxliga. Senare kom dock den fyraxliga åttahjulsdrivna och fyraxliga men sexhjulsdriva versionen att strykas ur programmet. Kvar blev de tvåaxliga fyrhjulsdrivna och treaxliga sexhjulsdrivna varianterna.

### Civila fordon
De nya terrängfordonen blev populära efterträdare till "Valpen" hos landets räddningstjänster. Här användes de som slangutläggningsbilar, för sjuktransport, som materialtransportör, med mera. Även statliga verk, kraftbolag, med flera köpte dessa fordon till sin serviceorganisation. Fordonen såldes också utomlands, till exempel till Storbritannien där elektronikföretaget Pye inredde dem som OB-fordon för Télévision Algérienne i Algeriet.

## Modeller
Det finns flera olika modeller av Volvo C300-serien, både militära och civila.
Tgb 11 (C303/4141)
Terrängbil 11 är grundversionen och har varit den vanligast förekommande militära bilen i Försvarsmakten.
PvPjTgb 1111 (C303/4151)
Pansarvärnspjästerrängbil 1111. Två axlar och en öppen kaross med fällbar störtbåge. Bilen är avsedd för pansarbekämpning med 9-centimeters Pansarvärnspjäs 1110. 
Pvrbtgb RBS 56 (C303/4151)
Pansarvärnstrobotterrängbil Robot 56 (Pvrbtgb RBS 56 och i en senare version Pvrbtgb B RBS 56). Ombyggd Pvpjtgb 1111. Då Pansarvärnspjäs 1110 i början på 90-talet inte längre var effektiv mot nyare generationers stridsvagnar så byggs ett antal Pvpjtgb 1111 om till bärare av Pansarvärnsroboten Robot 56 Bill. Förändringarna innefattade utöver beväpningen även ny kaross med bakdörrar, en annan pjäshiss med plats för knästående skytt och stödben i varje hörn på fordonet. Utförande "B" har även fäste för Ksp 58/Ksp 90 för närskydd, fast RA 180/DART 380 och GPS.
Tgb 1112/1113 (C303/4141)
Terrängbil 1112/1113 är en radioterrängbil med två axlar, fem radioanslutningar (2 x ultrakortvåg, 2 x kortvåg, 1 x FM/lufor) och trådanslutningsmöjlighet. På grund av antennerna är takluckan flyttad bakåt och lavetten borttagen, dessutom får endast fem personer plats. I övrigt som standard Tgb 11.

Tgb 13 (C304/4143)
Terrängbil 13 är mycket lik Tgb 11, skillnaden är att Tgb 13 har två stycken drivande bakaxlar och är en meter längre i bakdelen. Därav även vissa prestandaskillnader.
Tgb 1312 (C304/-)
Terrängbil 1312 är en radiolänkterrängbil med tre axlar. Har en separat sambandshytt. Bilen har till uppgift att etablera samband med hjälp av radiolänk 340.
Tgb 1313 (C304/-)
Terrängbil 1313 är en stabsterrängbil med tre axlar och separat sambandshytt för stridsledning.
Tgb 1314A/1314B (C304/-)
Terrängbil 1314A/B är en sjukvårdstransportbil med tre axlar och separat extra rymligt sjukvårdsutrymme med plats för 4 stycken bårar och akututrustning.
Tgb 1315A/1315B (C304/-)
Terrängbil 1315A/B är en ambulans och utrustad med bår för en skadad och möjlighet att ta fyra civilförsvarsbårar. Full medicinsk utrustning (efter militära mått), blåljus och siren.
Tgb 1321A/1321B (C304/-)
Terrängbil 1321A/B är en batteriplatsbil med tre axlar och plats bakom förarutrymmet för en batteriplatsgrupp tillhörande ett artilleri eller granatkastarförband.

### Prototyper
Prototyp Tgb 12 (C304/4142)
Amfibisk Tgb 13 med tre axlar (6x6). Under 1972–73 gjordes försök med 5 prototyper i "Projekt 4142". Dessa var en variant av Tgb 13 med luftintag och avgasrör rakt ovanför motorn. Taket hade delvis kapell för snabb evakuering. Framdrivning med vattenjetaggregat. Farten i vatten var 4,5 knop. Två exemplar finns bevarade. Modellen ströks ur programmet när det var dags för massproduktion på grund av kostnadsskäl.

## Galleri

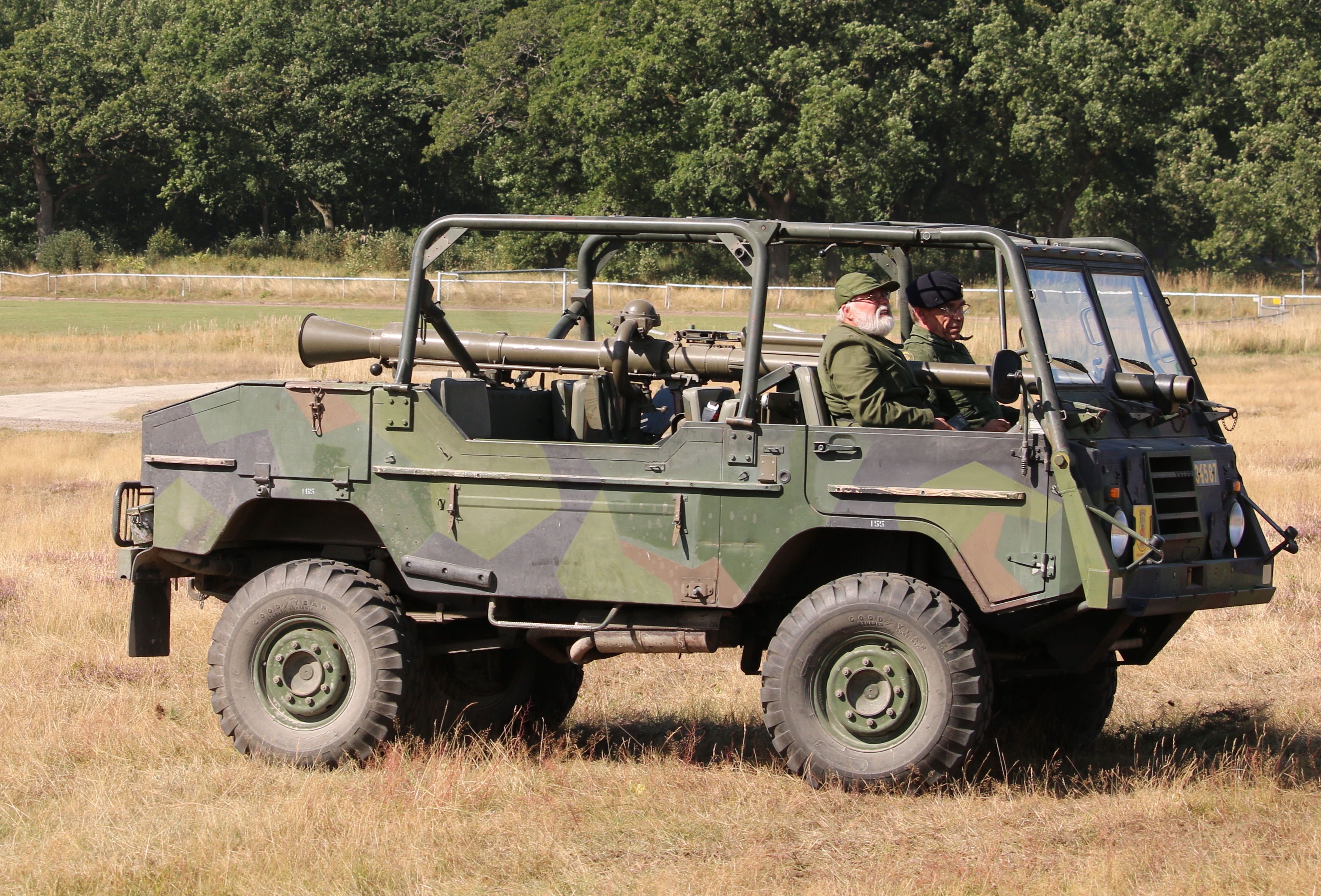
Pansarvärnspjästerrängbil 1111
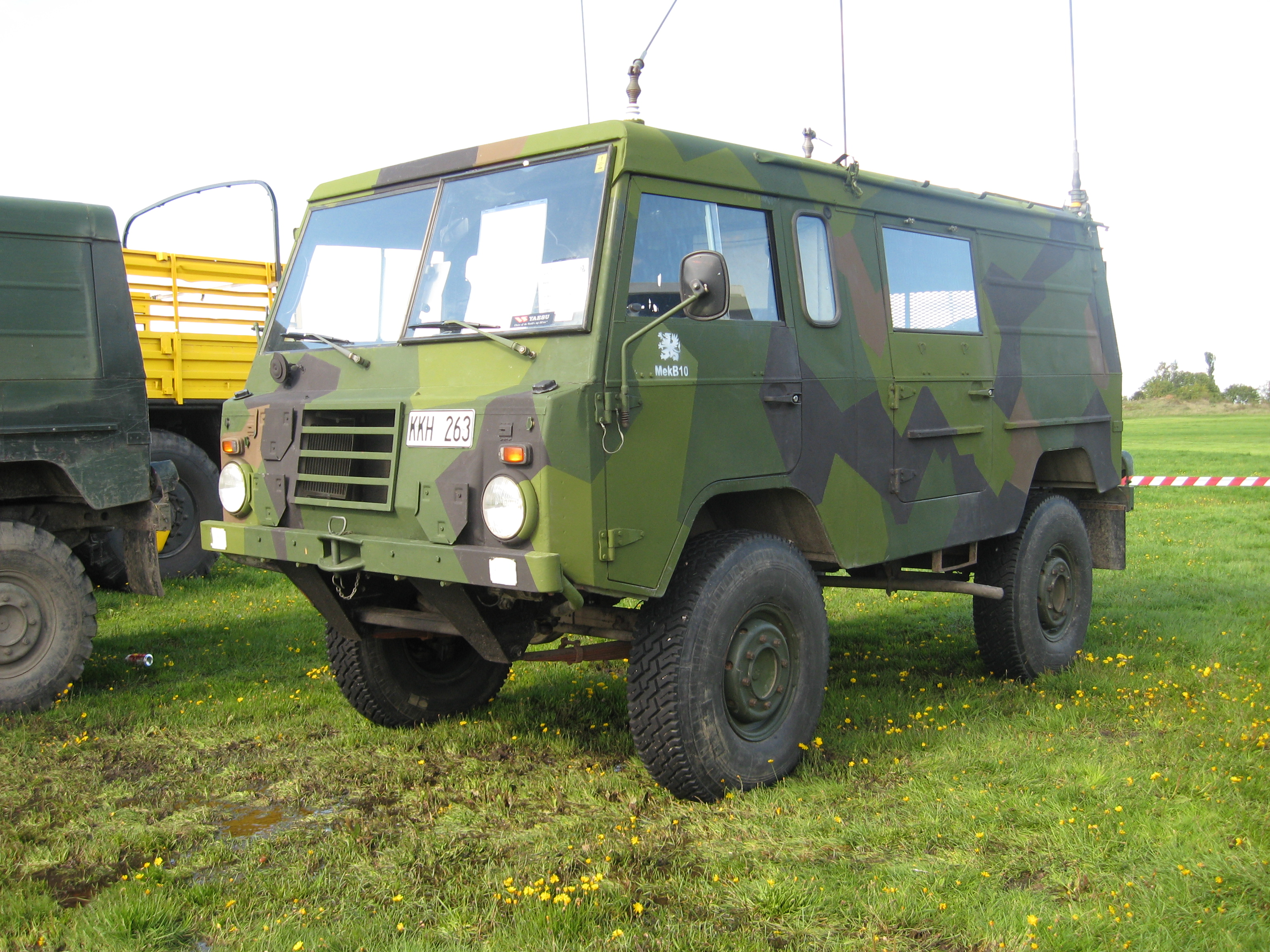
Radioterrängbil 1112
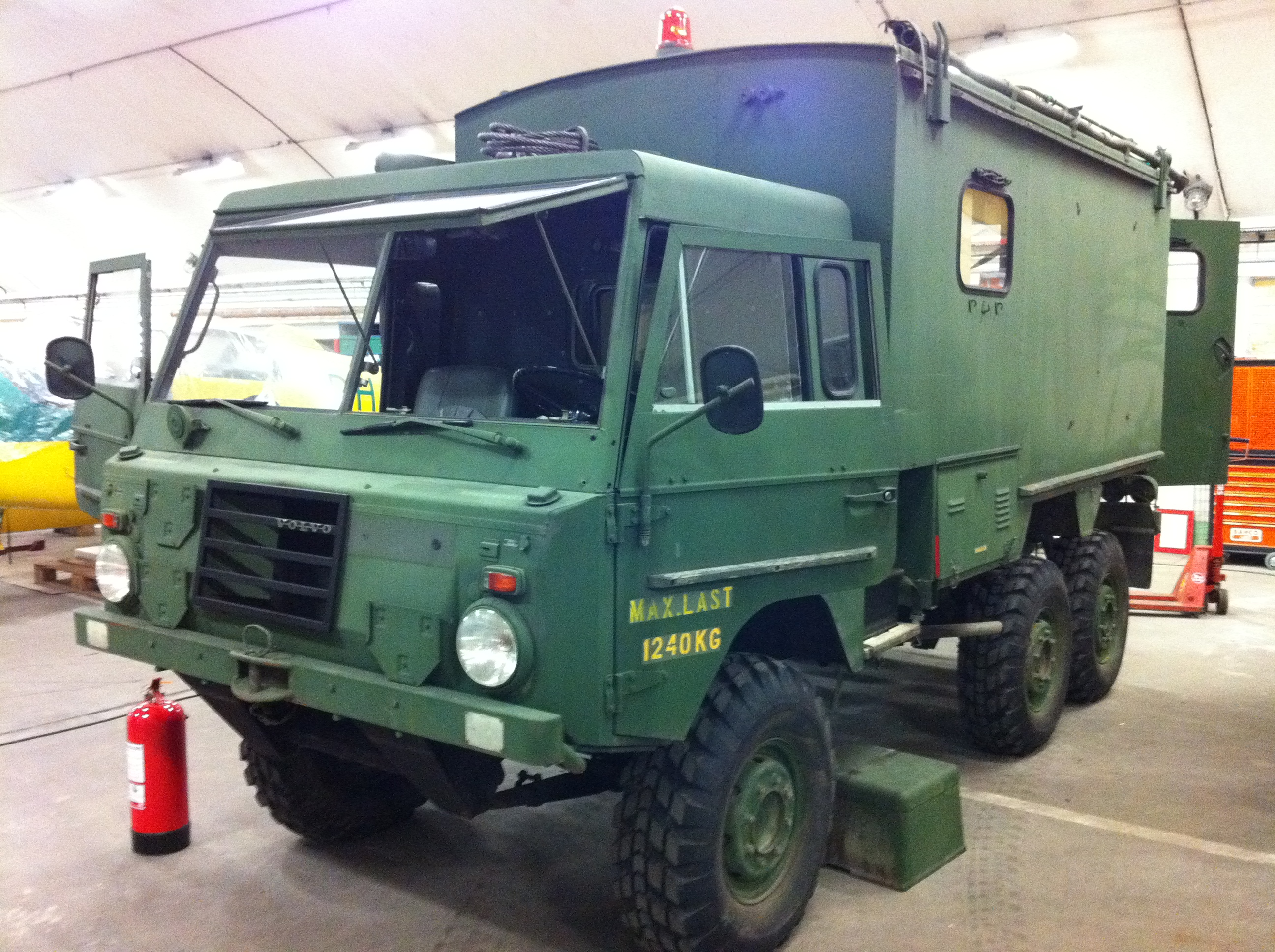
Tgb 1314, sjukvårdstransportbil
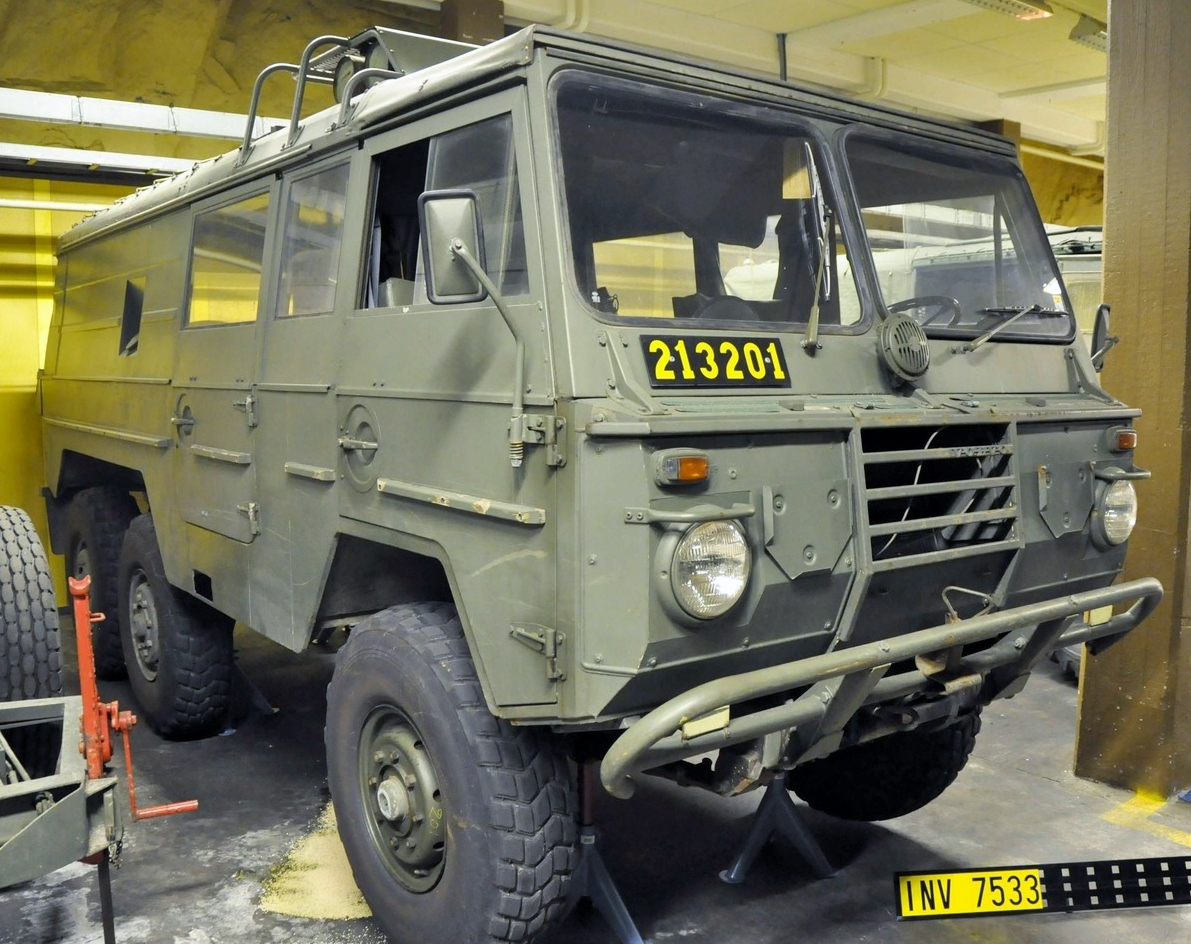
Prototyp Tgb 121 (C304/4142)